# Шандор Дем'ян
Шандор Дем'ян (угор. Demján Sándor, нар. 14 травня 1943, Бервень, Угорське королівство — пом. 26 березня 2018) — угорський підприємець, один з найбагатших людей Угорщини (615 млн. євро). Керівник компанії TriGranit.

## Життєпис
Дем'ян народився у Бервні, Угорське королівство, тепер Румунія. Його батько, з родини секеїв, переїхав туди 1940 року, але був убитий під час Другої світової війни. Його мати, етнічка швабка, переїхала до Бервня, будучи переміщеною особою під час війни. У 1965 році Дем'ян закінчив Будапештський колледж торгівлі та туризму. Згодом він став президентом Gorsium ÁFÉSZ (1968—1973), а з 1973 по 1986 роки був співкерівником їхнього спільного підприємства. З 1986 по 1990 роки він був одним з засновників та керівником Угорського кредитного банку. З 1990 року він був частиною Центрально-європейського корпорації розвитку, а в 1991 році він став керівником Центрально-європейської інвестиційної компанії. 1996 року він став керівником компанії TriGranit.
Його статок оцінювався у 300 мільярдів угорських форинтів на 2008 рік. На той час він був найбагатшою людиною Угорщини. Два роки перед тим, у 2006, він мав 80 мільярдів, повноживши за цей період свої статки більш, ніж в чотири рази.
2003 року він заснував премію Prima Primissima Award, яка покликана відзначати людей за внесок у розвиток угорської науки, досягнень у культурі та мистецтві.
2012 року він зробив велику пожертву на благодійність.
2014 року Дем'ян заявив, що через вік він змушений відійти від справ. Того ж 2014 року він був визнаний шостою найвпливовішою людиною в Угорщині.
Помер 26 березня 2018 року у віці 74 років.